# Siergiej Wyszedkiewicz
Siergiej Iosifowicz Wyszedkiewicz (ros. Сергей Иосифович Вышедкевич; ur. 3 stycznia 1975 w Diedowsku) – były rosyjski hokeista, reprezentant Rosji.

## Kariera
- Dinamo Moskwa (1993-1996)
- Albany River Rats (1996-1999)
- Atlanta Thrashers (2000-2001)
- Orlando Solar Bears (1999-2001)
- Cincinnati Mighty Ducks (2000-2001)
- Dinamo Moskwa (2001-2010)
- Torpedo Niżny Nowogród (2010-2011)

Wychowanek Dinama Moskwa. W drafcie NHL z 1995 został wybrany przez New Jersey Devils. W 1996 wyjechał do USA i grał głównie w zespołach farmerskich w ligach w lidze AHL i IHL, zaś w NHL rozegrał jedynie 30 spotkań.
W 2001 powrócił do ojczyzny i przez 9 sezonów grał ponownie w Dinamie w superlidze rosyjskiej, a następnie w KHL. Ostatni sezon KHL (2010/2011) rozegrał w barwach Torpedo Niżny Nowogród (był kapitanem drużyny), po czym w 2011 zakończył karierę.
W barwach Rosji uczestniczył w turnieju mistrzostw świata w 2002, 2003, 2005.

## Sukcesy
Reprezentacyjne
- Srebrny medal mistrzostw świata juniorów do lat 20: 1995
- Srebrny medal mistrzostw świata: 2002
- Brązowy medal mistrzostw świata: 2005

Klubowe
- Złoty medal mistrzostw Rosji: 1995, 2005 z Dinamem Moskwa
- Srebrny medal mistrzostw Rosji: 2009 z Dinamem Moskwa
- Brązowy medal mistrzostw Rosji: 1996 z Dinamem Moskwa
- Puchar Mistrzów: 2006 z Dinamem Moskwa
- Puchar Spenglera: 2008 z Dinamem Moskwa
- Drugie miejsce w Pucharze Kontynentalnym: 2005 z Dinamem Moskwa
- Mistrzostwo dywizji AHL: 1997, 1998 z Albany River Rats
- Turner Cup - mistrzostwo IHL: 2001 z Orlando Solar Bears

Wyróżnienie
- Zasłużony Mistrz Sportu Rosji w hokeju na lodzie: 2002